# Lordiphosa paradenticeps
Lordiphosa paradenticeps är en tvåvingeart som först beskrevs av Toyohi Okada 1971.  Lordiphosa paradenticeps ingår i släktet Lordiphosa och familjen daggflugor.
Artens utbredningsområde är Taiwan. Inga underarter finns listade i Catalogue of Life.